# Aproida balyi
Aproida balyi es un insecto coleóptero de la familia Chrysomelidae.
Fue descrita científicamente por primera vez en 1863 por Pascoe.